# David Dunbar Buick

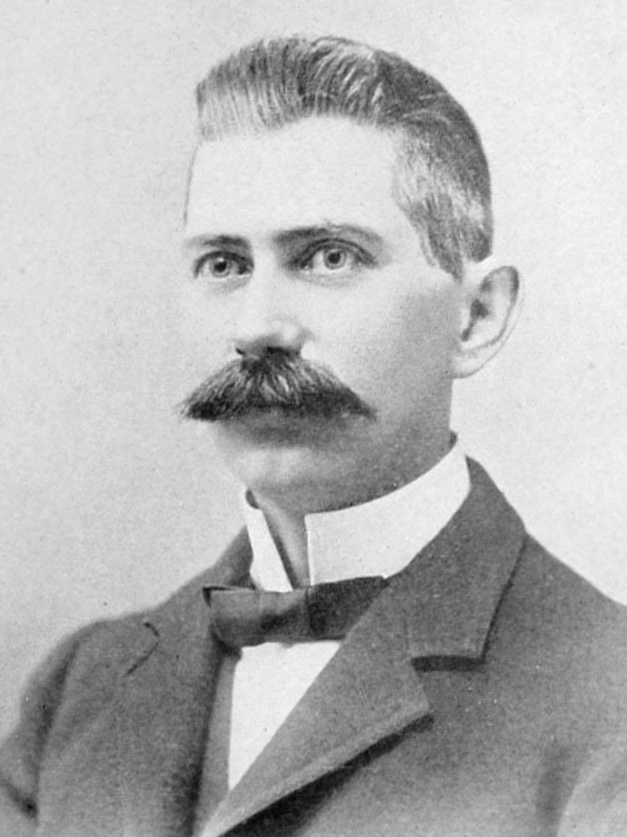
David Dunbar Buick

David Dunbar Buick (* 17. September 1854 in Arbroath, Angus, Schottland; † 5. März 1929 in Detroit, Michigan) war ein schottisch-amerikanischer Ingenieur, Erfinder und Industrieller.
Buicks Familie emigrierte 1856 von Schottland in die USA und ließ sich in Detroit nieder. David verließ 1869 die Schule und arbeitete in einer Spenglerei. Zusammen mit einem Partner konnte er diese 1882 übernehmen. In diese Zeit fallen einige seiner Erfindungen wie ein Rasensprinkler oder ein Verfahren, mit dem sich Email und Gusseisen verbinden lassen. Dadurch können insbesondere metallische Oberflächen, die viel mit Wasser in Berührung kommen, besser vor Korrosion geschützt werden. Anwendungsbereiche waren unter anderem Töpfe, Schüsseln und ganze Badewannen. Die Firma prosperierte. Buick war jedoch eher ein Tüftler und Erfinder, aber kein Geschäftsmann. Als er sich in den Jahren nach 1890 immer mehr mit dem Verbrennungsmotor beschäftigte und immer weniger Zeit für die Firma aufwendete, führte dies zu Spannungen unter den Partnern und letztlich zur Trennung und zum Verkauf der Firma an die Standard Sanitary Manufacturing Company.

## Motoren und das Automobil
Buick wendete nun seine Zeit und sein Kapital für die Motorenentwicklung auf. 1899 gründete er die Buick Auto-Vim and Power Company zur Herstellung von Motoren für Landwirtschaft und Boote, beschäftigte sich aber gleichzeitig mit der Entwicklung eines kompletten Automobils. Auch hier konzentrierte er sich zu sehr auf diese Tüfteleien und zu wenig auf den Verkaufserfolg seiner Produkte. 1902 wurde die Firma umbenannt in Buick Manufacturing Company. Mittlerweile gab es einen einzelnen Prototypen, aber gleichzeitig war absehbar, dass Buicks Kapital praktisch aufgebraucht war. Unterstützung erhielt er von den Ingenieuren Walter Marr und Eugene Richard, der von Oldsmobile kam. Zu dritt entwickelten sie einen neuartigen Motor, dessen Ventile nicht mehr seitlich angebracht waren, sondern im Zylinderkopf. Sie nannten das Prinzip „Valve-in-Head“, ein Vorläufer des modernen, oben gesteuerten Motors. Als Kapitalgeber sprang der Industrielle Benjamin Briscoe mit einem Betrag von USD 5.000 ein. Briscoe war es auch, der eine erneute Umgestaltung der Firma vornahm und sie am 19. Mai 1903 als Buick Motor Company unter dem Recht des Bundesstaats Michigan eintragen ließ.

## General Motors
Ernüchtert stellte Briscoe fest, dass es für seine Kapitalinfusionen bislang nur einen Versuchswagen und eine Fabrikationsanlage gab – aber keine Aussicht auf einen baldigen Produktionsstart. Briscoe zog sich also vom Projekt zurück (er gründete zusammen mit Jonathan D. Maxwell die Maxwell-Briscoe Company, eine andere, erfolgreiche Autofirma), vermittelte Buick aber im Spätsommer 1903 mit James H. Whiting (1842–1919), Inhaber der Kutschenbaufirma Flint Wagon Works, einen neuen Kapitalgeber. Nach Flint, Michigan, wurden auch die Produktionsanlagen verlegt. Allerdings kam der Buick-Prototyp erst im Sommer 1904 dort an und erst im August konnte ein erstes Buick-Automobil verkauft werden. In den nächsten zwei Monaten folgten Bestellungen für 16 weitere Fahrzeuge. Deren Produktion überstieg aber Whitings finanzielle Möglichkeiten. Am 1. November 1904 übergab er deshalb die Firma formell an William Crapo Durant, damals Miteigentümer der Durant-Dort Carriage Company in Flint. Durant erhöhte das Firmenkapital innerhalb eines Jahres von USD 75.000 auf USD 150.000. Angeblich soll er an einem einzigen Tag USD 50.000 unter seinen Nachbarn aufgetrieben haben. Kurz darauf fusionierte die Buick Motor Company mit der Kutschenbaufirma von Charles Stewart Mott.
Durant und Mott gründeten in Flint am 16. September 1908 die General Motors Company (GM) als Holding für die Buick Motor Company. Mott war lange Zeit der größte Einzelaktionär, beteiligte sich aber nicht an den Geschäften. Im gleichen Jahr kam Oldsmobile unter das Holding-Dach. David Dunbar Buick verkaufte Ende Jahr seine Aktien und verließ die Firma, die er gegründet hatte. Chefingenieur wurde Walter Marr.

## Spätere Jahre

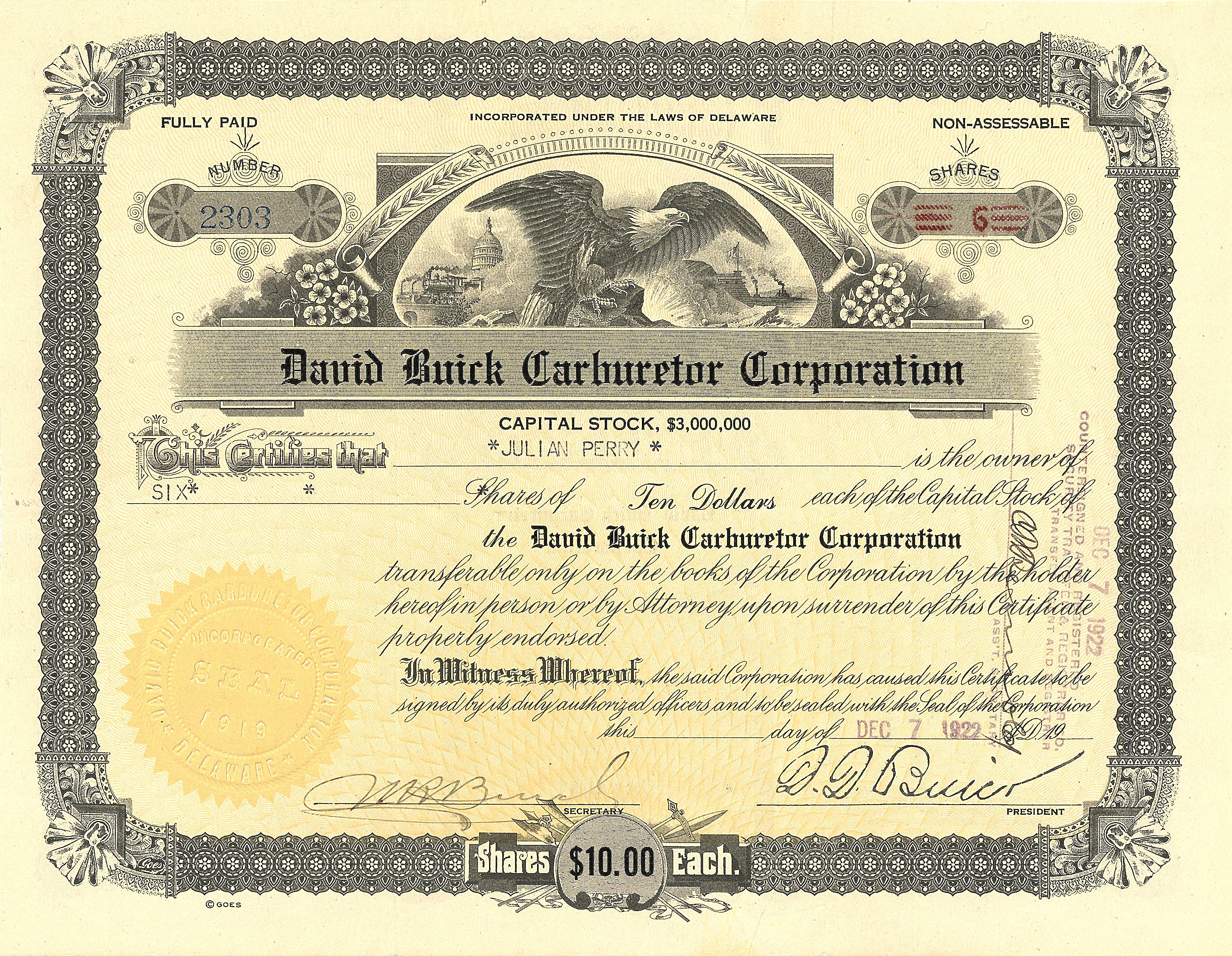
Aktie der David Buick Carburetor Corporation, ausgestellt am 7. Dezember 1922, im Original unterschrieben von David D. Buick als Präsident und von seinem Sohn Thomas D. als Sekretär, mit dem er 1919 diese Firma gründete

David Dunbar Buick

David Buick bewies auch später keine glückliche Hand bei Geschäften: Zusammen mit seinem Sohn Tom scheiterte er mit einer Firma zur Herstellung von Vergasern. Im Juni 1921 übernahm er mit einer Gruppe von Investoren die Lorraine Motors Corporation in Grand Rapids (Michigan). Diese Firma war erst im Jahr zuvor gegründet worden und hatte mit der Produktion eines neuen Automobils in den ehemaligen Werkhallen der 1919 bankrottgegangenen Hackett Motor Car Company begonnen. Auch Lorraine war rasch in Schwierigkeiten geraten.
Das Auto hatte einen von Herschel-Spillman zugekauften Vierzylindermotor mit 35 HP (26 PS) Leistung, einen Radstand von 114 Zoll (2896 mm) und war mit vier Karosserien zwischen USD 1.695 und USD 2.590 lieferbar. Ein kleineres Modell zu USD 1.200 mit einem von David Buick entwickelten Motor nach dem von ihm mitentwickelten Valve-in-Head-Prinzip wurde nur noch als Prototyp fertig, ehe auch Lorraine nach etwas über 200 gebauten Autos aufgeben musste.
Auch das nächste Projekt betraf den Automobilbau. Die David Dunbar Buick Corporation wurde 1922 von David Buick gemeinsam mit einigen finanzkräftigen Unternehmern ins Leben gerufen. Die Firma konnte 5 Mio. USD Kapital aufbringen. Bis Anfang 1923 entstand ein Prototyp-Fahrgestell des geplanten Mittelklasse-Personenwagens mit dem Namen Dunbar, drei weitere befanden sich angeblich in Arbeit. Erst im April 1923 konnten geeignete Fabrikationsräume gefunden werden. Sie lagen in Walden, New York, ca. 100 km außerhalb von New York City. Der Produktionsstart mit vier Modellen im Bereich zwischen USD 1.100 bis USD 1.400 war für Mitte Mai 1924 vorgesehen. Schließlich wurde ein einziges Auto, ein Prototyp, hergestellt. Der Roadster hatte einen Radstand von 112 Zoll (2845 mm) und einen von Continental zugekauften Sechszylindermotor mit 52 HP (39 PS).
Darauf versuchte sich David Buick erfolglos als Investor in kalifornisches Erdöl und in Immobilien in Florida. Schließlich arbeitete er, inzwischen völlig verarmt, als Lehrer und dann am Informationsschalter der Handelsschule Detroit School of Trades. Er erkrankte an Darmkrebs und verstarb am 3. März 1929. Anders als Louis Chevrolet hatte David Buick von General Motors nie eine Unterstützung in Form einer Rente erhalten.
Zweifellos hatte er maßgeblichen Anteil an der Weiterentwicklung des Automobils zum anspruchsvollen Gebrauchs- und Sportwagen. Die Firma Buick, die seinen Namen trägt, existiert heute noch. Bis zum Jahr 2000 trugen ungefähr 35 Millionen Autos seinen Namen.

## Quelle
- Kimes, Beverly Rae (Herausgeberin) und Clark, Henry Austin, jr.;”The Standard Catalogue of American Cars”, 2. Auflage, Krause Publications, Iola WI 54990, USA (1985), ISBN 0-87341-111-0, Seiten 151, 152, 479, 637 und 864.

| Personendaten    | Personendaten                                                   |
| ---------------- | --------------------------------------------------------------- |
| NAME             | Buick, David Dunbar                                             |
| KURZBESCHREIBUNG | schottisch-amerikanischer Ingenieur, Erfinder und Industrieller |
| GEBURTSDATUM     | 17. September 1854                                              |
| GEBURTSORT       | Arbroath, Angus, Schottland                                     |
| STERBEDATUM      | 5. März 1929                                                    |
| STERBEORT        | Detroit, Michigan, Vereinigte Staaten                           |